# George Abbey (ingegnere)
George Abbey (Seattle, 21 agosto 1932 – Houston, 24 marzo 2024) è stato un ingegnere e aviatore statunitense, direttore delle operazioni di volo presso la NASA.

## Biografia
Ricevette nel 1954 il bachelor in scienze generali presso la United States Naval Academy (ad Annapolis, nel Maryland) e un master in ingegneria elettrica nel 1959 nella U.S. Air Force Institute of Technology, presso la Wright-Patterson Air Force Base in Ohio. Pilota della U.S. Air Force, collezionò più di 4.000 ore di volo su differenti aerei prima di approdare alla NASA.
Nel 1964 entrò alla NASA e andò ad occuparsi del Programma Apollo. Nel 1976 fu nominato direttore delle operazioni di volo presso lo stesso ente.